# Clifford Geertz
Clifford James Geertz (San Francisco, 23 agosto 1926 – Filadelfia, 30 ottobre 2006) è stato un antropologo statunitense che si è posto criticamente sia nei confronti dell'antropologia strutturale di Claude Lévi-Strauss che della tradizione dell'antropologia sociale britannica, proponendo un'antropologia riflessiva che trae spunto dall'ermeneutica (Paul Ricœur). Inoltre, è stato allievo di Talcott Parsons e di Clyde Kluckhohn.

## Biografia
Clifford James Geertz nasce il 23 agosto 1926 a San Francisco.
È considerato il padre dell’Antropologia interpretativa, scienza antropologica che segna il distacco dai sistemi strutturalisti che hanno per loro maggior esponente Claude-Lévi-Strauss.
Studia presso l’Università di Harvard, successivamente diviene docente presso il Princeton's Institute of Advanced Study e l’Università di Chicago. Manterrà la cattedra di Studi sociali presso il Princeton's Institute dal 1970 al 2006, anno della sua scomparsa.
Il percorso di studi che compie è influenzato dalla conoscenza del pensiero di: Wittgenstein, Gadamer, Ricœur, e Weber e della cosiddetta sociologia comprendente. Fondamentale poi per Geertz il legame con la prima moglie Hildred Storey Geertz, con cui condivide il soggiorno a Bali e Giava, fonte di numerose ricerche sul campo, essenziali per la creazione del proprio paradigma antropologico.
Le ricerche di Geertz si focalizzano nel Sud Est Asiatico: Indonesia, Giava e Bali, e nel Nord Africa, dove opera per ben vent’anni in Marocco.
Con l’Ermeneutica si ha il definitivo superamento dell’etnocentrismo: la cultura non è più un qualcosa di oggettivo che l’antropologo deve osservare al fine di comprendere culture più complesse.
Altro suo maestro è difatti Parsons, sostenitore di una visione della cultura analoga alla metafora della tela di un ragno: Le culture umane sono date da un insieme di aspetti che contengono in sé simboli e significati; per Geertz compito dello studioso è attribuire alle azioni umane un determinato significato e a sua volta interpretarlo in relazione a un determinato contesto.
Una determinata azione (thin description), può essere compresa solo se interpretata in relazione a un determinato contesto e in relazione a una determinata cultura (thick description).
L’analisi antropologica diviene di conseguenza simile all’interpretazione di un testo poetico, letterario o teatrale. L’antropologo deve studiare una cultura su più livelli di comprensione, per poter così giungere a un'analisi di comprensione su cui tali popoli vivono.
I campi condotti da Geertz a Bali sono una perfetta dimostrazione di ciò: studiando la tradizione dei combattimenti tra galli locali: se per gli occidentali la lotta fra galli può risultare uno spettacolo barbaro e sanguinario, non lo è altrettanto per i balinesi in quanto il gallo (Sambung) viene visto come un animale nobile portatore delle virtù maschili di forza e eroismo che esprime combattendo.
Un ulteriore significato gli viene attribuito a livello spirituale: la lotta tra animali assume il significato simbolico dell’eterna lotta tra bene male, attraverso il combattimento vengono espressi i concetti di onore e rispetto, così come quello tra classi e individui,.
Le scommesse che vengono create attorno a tali eventi simboleggiano infatti lo status delle famiglie dovuto a lignaggio e ricchezza e la loro contrapposizione che viene espressa attraverso la messa in scena di tali spettacoli.
Gli studi di Geertz dunque danno una linea di demarcazione più ampia rispetto alle correnti antropologiche precedenti, ponendo un accento maggiore riguardo l’impiego delle scienze umane nello studio delle culture stesse.
Tuttavia tali idee mostreranno segni di criticità sul voler considerare la cultura come un concetto chiuso e impermeabile allo sviluppo.
Clifford Geertz muore a Philadelphia il 30 ottobre 2006.

## Ricerche

### La critica dell'etnografia classica
La riflessione teorica di Geertz prende l'avvio da un profondo ripensamento del metodo etnografico. Non basta più andare sul posto ed osservare - secondo la concezione veni, vidi, vici, come la chiama Geertz (1973). La presenza e la viva esperienza non bastano più a garantire l'accesso a un'altra cultura: tale accesso deve passare attraverso la comprensione del sistema di significati che i nativi attribuiscono alla propria vita sociale.
Resta comunque una certa ambiguità nella visione che Geertz ha della cultura, a volte definita come insieme di significati, altre volte con la classica definizione di insieme di costumi, o di modelli di comportamento. A volte essa è una costruzione dell'antropologo, altre volte sembra essere un dato oggettivo e indipendente, come si può osservare nella sua distinzione della cultura marocchina tra una cultura come fatto naturale e una cultura come entità teorica. Ancora, nonostante la critica verso il concetto tyloriano di cultura inteso come insieme complesso, egli ne fa più volte ricorso come quando fa notare che il comportamento peculiare dei giavanesi e dei balinesi «non è un'usanza isolata, ma fa parte di un modello totale di vita sociale». Infine va notata una certa vicinanza al concetto di modelli culturali teorizzato dalla Benedict, osservabile in un suo passo in cui scrive che «è attraverso i modelli culturali, agglomerati ordinati di simboli significanti, che l'uomo dà un senso agli avvenimenti che vive», anche se questa definizione più che alla Benedict rimanda a Parsons, di cui Geertz fu allievo e che appunto aveva fatto della cultura il punto di contatto tra la società e l'individuo. Si può osservare che l'ambivalenza faccia parte della teoria di Geertz; un'ambivalenza che forse non deriva da incertezze personali, ma da un desiderio di dare visibilità a un momento di crisi della disciplina in cui si fronteggiano paradigmi opposti in lotta tra loro. Sembra che la teoria di Geertz infatti sia a metà strada tra un sapere locale e relativizzato e un desiderio di rintracciare paradigmi forti e universali.

### La cultura come testo
Geertz crede sia giunto il momento di ripensare il concetto di cultura tyloriano, in primis eliminando quella nozione di insieme complesso che ormai «ha raggiunto il punto in cui rende oscuro molto più di quanto riveli». Quello che Geertz propone è un concetto di cultura più ristretto a partire dal quale è possibile ripensare l'intero assetto dell'antropologia. In realtà Geertz non dà una definizione a questo suo concetto di cultura che raramente viene teorizzato in maniera diretta. Una delle definizioni più accurate si basa sull'assunto di Max Weber secondo cui «l'uomo è un animale sospeso fra ragnatele di significati che egli stesso ha tessuto», e afferma che la cultura consiste proprio in queste ragnatele di significati e la sua analisi - cioè l'antropologia - non è una scienza sperimentale in cerca di leggi, «ma una scienza interpretativa in cerca di significati». La cultura sarebbe quindi essenzialmente un concetto semiotico, poiché va vista come un testo, scritto dai nativi, che l'antropologo deve sforzarsi di interpretare pur non potendo prescindere dall'interpretazione dei nativi. Il sapere dell'antropologo consisterebbe quindi in interpretazioni di interpretazioni. E se interpretare significa, per Geertz, “imporre un ordine”, quest'ordine resta sempre un ordine a livello locale e il sapere dell'antropologo resta sempre un sapere locale.
Nell'introduzione al suo fondamentale Interpretazione di culture (1973), Geertz espone i principi direttivi della teoria interpretativa della cultura, ma subito mette in guardia dai rischi di un eccessivo “interpretazionismo”: il suo vizio è che tende a resistere a qualsiasi articolazione concettuale, a qualsiasi valutazione di tipo sistematico. Basata solo sull'interpretazione, questo approccio rifiuta qualunque tentativo di esprimere un concetto in termini diversi dai propri. Va infine tenuto conto che l'interpretazione dell'antropologo resta un'interpretazione “di secondo grado”, spiegata da Geertz con la metafora di chi si sforza di leggere sopra le spalle di quelli a cui la cultura appartiene di diritto. Le interpretazioni dei nativi sono condivise, hanno un carattere pubblico, sociale, laddove le interpretazioni dell'antropologo non possono che essere soggettive e influenzate dalla propria cultura, preparazione, sensibilità. Egli compie una distinzione tra i concetti vicini all'esperienza, per indicare l'approccio interpretativo dei nativi, e i concetti distanti dall'esperienza per intendere invece l'approccio degli antropologi.

### Il concetto di descrizione densa
La sua idea (che riprende dal filosofo Ryle) di descrizione densa è molto nota. È impossibile compiere la descrizione di un testo sociale senza mettere in mostra diversi strati di interpretazioni di esso attribuitigli dai diversi attori sociali appartenenti alla sua cultura di origine.
In un modo che richiama la comparazione di Max Weber fra comportamento e azione, Geertz espone il significato dell'analisi etnografica "densa" distinguendo i tic involontari dagli ammiccamenti: i primi sono semplice comportamento, mentre i secondi sono comportamento significativo, l'oggetto specifico dell'etnografia. Se la scienza mira a semplificare un problema, al contrario un approccio ermeneutico vuole restituircelo nella sua complessità originaria (limite irraggiungibile) o almeno offrirci il maggior numero di collegamenti per potercene fare un'idea. Niente cose semplici insomma. Studiare è rendere semplici le cose che sembrano complesse, e lo sforzo dell'analisi ci porta dentro la cultura all'origine di quelle cose. Ma è proprio la cultura che vogliamo studiare, quindi è inutile simularla con strutture ed illuderci di averla ingabbiata.
Due concetti importanti per comprendere cosa intenda Geertz per descrizione densa sono quelli di concetti vicini all'esperienza e concetti lontani dall'esperienza. Un concetto vicino è un'idea di cui ci si serve in modo inconsapevole, nell'immediatezza e praticità del discorso comune, senza riflettere neanche sul fatto che esso sia un concetto e quindi che incorpori dei significati. Ad esempio, se dico Palla da calcio chiunque su questo pianeta sa cosa vuol dire. Supponiamo invece che occorra spiegare ad un extra-terrestre cos'è una palla da calcio. Sarà necessario usare una formula che non dia per scontato che il nostro interlocutore sappia ciò di cui stiamo parlando, quindi diremo qualcosa del tipo: Sfera di cuoio vuota all'interno e gonfiata ad aria sufficientemente perché possa rimbalzare e usata per un gioco a squadre di 11 contro 11 ecc... Questo è un esempio di concetto lontano dall'esperienza.
La descrizione etnografica secondo Geertz deve muoversi a zig zag tra i concetti vicini all'esperienza della popolazione studiata e i concetti lontani dall'esperienza. In modo che non sia né intrappolata nell'orizzonte concettuale nativo e nella sua immediatezza, ma neanche sia una descrizione fredda, asettica, priva di tonalità e ingabbiata in astrazioni scientifiche.
L'uomo è un animale incompleto che esiste solo all'interno di una cultura. Il suo pensiero è dipendente dai simboli che condivide con altri uomini, e a chi si identifica con essi. (si vedano Max Weber, Margaret Mead, John Dewey).
Per approfondire l'opposizione tra metodo strutturale e interpretativo si rimanda a come questa opposizione viene oggi articolata in semiotica (si vedano le opere di Algirdas Greimas e di Umberto Eco rispettivamente).

### Il combattimento dei galli a Bali

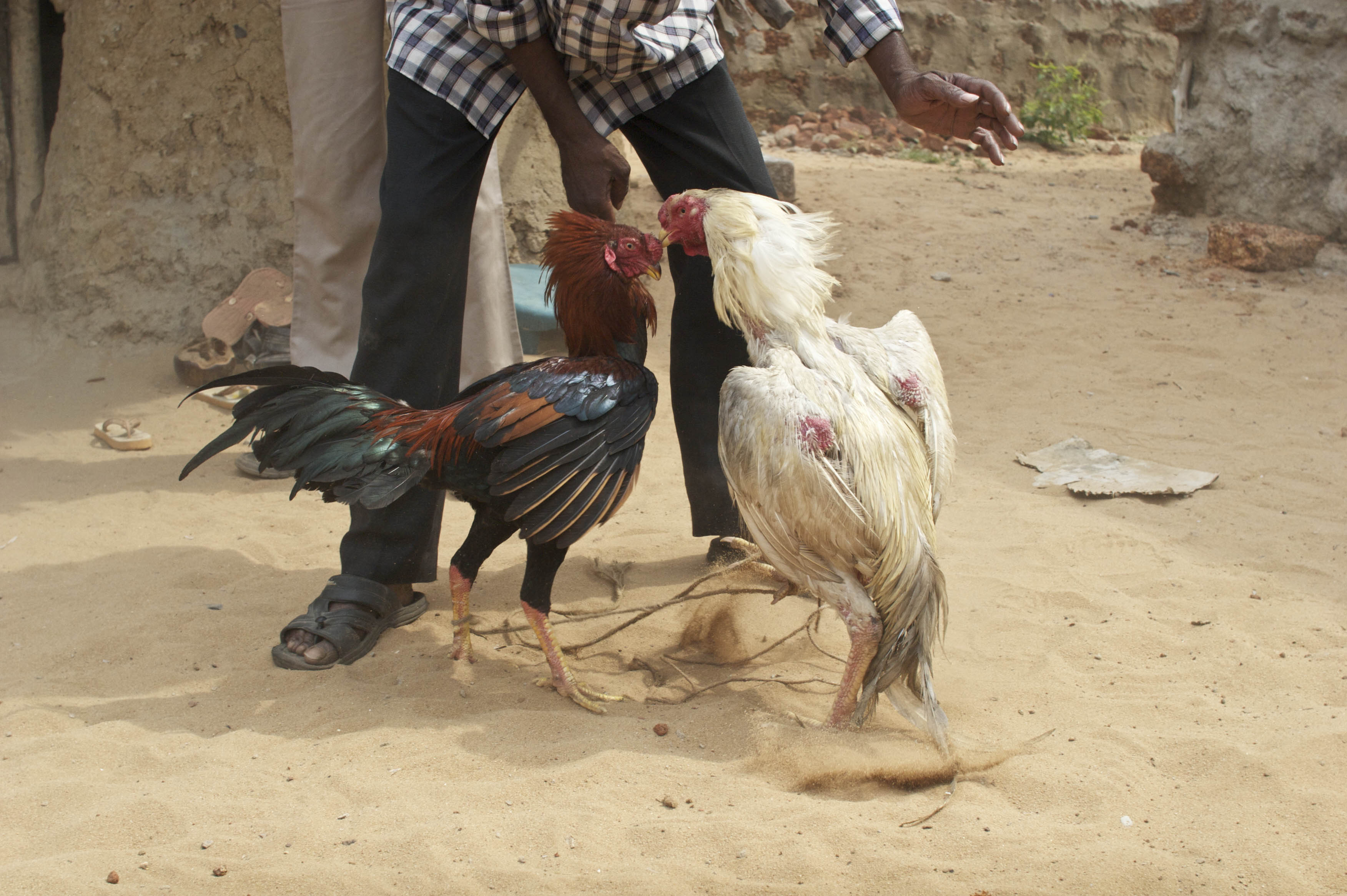
Un combattimento tra galli in India

La tesi di Geertz riguardo all'osservazione partecipante è che per mettersi dal punto dei nativi non serve partecipare ma basta essere accettati. Per dare un esempio pratico di questo suo approccio, egli racconta un evento capitatogli durante lo studio della cultura indigena di Bali. In realtà questo esempio è piuttosto debole, perché più che mostrare la capacità di essere accettati sembra dimostrare ancora una volta l'importanza della partecipazione, cioè dell'adeguamento al comportamento dei nativi. Dopo dieci giorni trascorsi in un villaggio di Bali senza essere riuscito a stabilire rapporti con i nativi, egli si recò insieme alla moglie a un combattimento di galli, un'usanza locale tradizionale proibita però dalla legge. Quando nel bel mezzo dell'incontro irruppe la polizia, si scatenò un fuggi fuggi generale. Geertz e la moglie decisero di adeguarsi agli altri e correre anch'essi: giunsero insieme ad un altro fuggiasco all'entrata di un casale, lo seguirono al suo interno e qui scoprirono che la moglie del loro compagno di fuga aveva preventivamente preparato una tavola apparecchiata con delle tazze di tè. Tutti si sedettero al tavolo e iniziarono a sorseggiare con indifferenza il tè, così che quando giunse la polizia essi riuscirono con questo stratagemma a beffarli. Il giorno dopo Geertz scoprì che l'intero villaggio ora si era aperto verso di lui, essendo diventato il centro dell'attenzione e della cordialità della comunità. Questo esempio è da lui citato a conferma dell'importanza di essere accettati.
Secondo alcuni antropologi critici verso l'approccio postmoderno in realtà non ci sarebbe poi alcuna differenza con la partecipazione di cui parlava Malinowski, e Geertz avrebbe frainteso il metodo dell'osservazione partecipante di Malinowski per poi, sulla base di questo equivoco, costruire in opposizione il metodo dell'accettazione: Geertz riteneva infatti l'assunto dell'osservazione partecipante di Malinowski una sorta di “afflato emozionale” nei confronti del nativo, una sorta cioè di empatia che invece non era nelle intenzioni di Malinokwski per il quale il partecipare altro non è che un metodo d'indagine che dev'essere il più possibile oggettivo, e consistente nel cercare di partecipare il più possibile alla vita dei locali. La critica all'osservazione partecipante da parte dell'antropologia post-moderna nasce anche dalla rivelazione dei suoi diari personali. Si scoprì che in molti casi l'empatia ricercata da Malinowski era in realtà costituita da finzione retorica descrittiva.

## Libri in italiano
- La religione oggi (con altri), a cura di Donald R. Cutler, Milano: Mondadori, 1972
- Islam: analisi socio-culturale dello sviluppo religioso in Marocco e in Indonesia, introduzione di Dario Zadra, Brescia: Morcelliana, 1973; Milano: Raffaello Cortina, 2008 ISBN 9788860301895
- Interpretazione di culture, Bologna: Il Mulino, 1987 ISBN 8815012788 1998² ISBN 8815066934 ISBN 9788815066930
- Antropologia interpretativa, Bologna: Il Mulino, 1988 ISBN 8815016740 ISBN 8815081224 ISBN 9788815081223
- Opere e vita: l'antropologo come autore, Bologna: Il Mulino, 1990 ISBN 8815027718
- Oltre i fatti: due paesi, quattro decenni, un antropologo, Bologna: Il Mulino, 1995 ISBN 8815051651
- Anti-anti-relativismo e Paul Feyerabend, Contro l'ineffabilita culturale, introduzione di Giorgio De Finis, Roma: Il Mondo, 1996 ISBN 8881750058 (saggi già pubblicati su «Il Mondo», 3ª serie, I, 2, 1994
- Mondo globale, mondi locali: cultura e politica alla fine del ventesimo secolo, Bologna: Il Mulino, 1999 ISBN 8815068112 ISBN 9788815068118
- Antropologia e filosofia: frammenti di una biografia intellettuale, Bologna: Il Mulino, 2001 ISBN 8815082735